# Ranibennur
Ranibennur (o Ranebennur, Renibennur) è una città dell'India di 89.594 abitanti, situata nel distretto di Haveri, nello stato federato del Karnataka. In base al numero di abitanti la città rientra nella classe II (da 50.000 a 99.999 persone).

## Geografia fisica
La città è situata a 14° 37' 0 N e 75° 37' 0 E e ha un'altitudine di 604 m s.l.m..

## Società

### Evoluzione demografica
Al censimento del 2001 la popolazione di Ranibennur assommava a 89.594 persone, delle quali 46.001 maschi e 43.593 femmine. I bambini di età inferiore o uguale ai sei anni assommavano a 11.648, dei quali 6.028 maschi e 5.620 femmine. Infine, coloro che erano in grado di saper almeno leggere e scrivere erano 62.307, dei quali 34.616 maschi e 27.691 femmine.